# Jezioro Chełmickie
Jezioro Chełmickie – jezioro w Polsce, w województwie kujawsko-pomorskim, w powiecie włocławskim, w gminie Fabianki.

## Położenie i opis
Jezioro położone jest w północnej części powiatu włocławskiego, na terenie mezoregionu Pojezierze Dobrzyńskie. Na półwyspie znajdującym się w południowej części jeziora znajduje się stadion lekkoatletyczny oraz kąpielisko.

## Hydronimia
Jezioro pojawia się w źródłach w 1839 jako Jez. Chełmica , a następnie Chełmica (1996). Państwowy rejestr nazw geograficznych jako nazwę ustandaryzowaną jeziora podaje Jezioro Chełmickie, wymieniając nazwę oboczną Chełmica.

## Morfometria
Według danych Instytutu Rybactwa Śródlądowego powierzchnia zwierciadła wody jeziora wynosi 60,8 ha, natomiast A. Choiński, poprzez planimetrowanie na mapach 1:50 000, określił wielkość jeziora na 62,5 ha.
Średnia głębokość zbiornika wodnego to 2,2 m, a maksymalna – 3,3 m. Objętość jeziora wynosi 1337,6 tys. m³. Maksymalna długość jeziora to 1500 m, a szerokość 900 m. Długość linii brzegowej wynosi 6800 m. Lustro wody znajduje się na wysokości 83,2 m n.p.m.
Według Mapy Podziału Hydrograficznego Polski leży na terenie zlewni szóstego poziomu Zlewnia jez. Chełmickiego. Identyfikator MPHP to 275891.

## Zagospodarowanie
Administratorem wód jeziora jest Regionalny Zarząd Gospodarki Wodnej w Warszawie. Utworzył on obwód rybacki, który obejmuje między innymi wody jezior Ostrowite i Chełmica (Obwód rybacki jeziora Ostrowite na rzece Chełmiczka nr 4). Gospodarkę rybacką na jeziorze prowadzi Gospodarstwo Rybackie Włocławek.
Jezioro pełni również funkcje rekreacyjne. W 2023 roku znajdowało się tutaj jedno kąpielisko wyznaczone zgodnie z zasadami dyrektywy kąpieliskowej – Kąpielisko „Jezioro Chełmica”. W tym samym roku jakość wód tego kąpieliska oceniono jako doskonałą. W 2023 roku kąpielisko było prowadzone przez Gminny Ośrodek Sportu i Rekreacji w Fabiankach.

## Czystość wód i ochrona środowiska
Badania z 2018 roku zaliczyły wody jeziora do wód o słabym stanie ekologicznym, co odpowiada IV klasie jakości. Wskaźnikiem, który zadecydował o czwartej klasie, był stan makrozoobentosu, podczas gdy stan makrofitów, fitobentosu oraz fitoplanktonu oceniono jako umiarkowany, a stan ichtiofauny jako dobry. W tym samym roku stan chemiczny wód określono jako poniżej dobrego, a elementami przekraczającymi normę była zawartość PBDE oraz rtęci w tkankach ryb. Przeźroczystość wód została określona na 1 metr.
Jezioro nie jest objęte żadną formą ochrony przyrody.